# Paramunida longior
Paramunida longior is een tienpotigensoort uit de familie van de Munididae. De wetenschappelijke naam van de soort is voor het eerst geldig gepubliceerd in 1988 door Baba.